# Лабанд, Фриц
Фриц Лабанд (нем. Fritz Laband; 1 ноября 1925 года — 24 января 1982) — немецкий футболист, чемпион мира 1954 года.

## Карьера
Играл в составе западногерманской сборной, которая в 1954 году выиграла титул Чемпионов мира, за сборную сыграл 4 матча. На клубном уровне выступал за команды «Анкер Висмар», «Гамбург» и «Вередер».
На поле выполнял функции правого защитника, отличался атлетизмом, мощностью и грамотными подключениями к атакам. Первый матч за национальную сборную провел за два месяца до Чемпионата мира 1954 года. Непосредственно в ходе Чемпионата мира выходил на поле в трёх матчах, в полуфинальной и финальной играх участия не принимал, тренер сборной Зепп Хербергер предпочел выставить на эти игры отошедшего от полученной в предыдущих играх чемпионата травмы Йозефа Позипаля.

## Достижения
Сборная ФРГ
- Чемпион мира: 1954